# Журавлинська сільська рада (Старовижівський район)
| Журавлинська сільська рада — колишня адміністративно-територіальна одиниця та орган місцевого самоврядування у Старовижівському районі Волинської області з адміністративним центром у с. Журавлине. Припинила існування 22 грудня 2019 року через приєднання до складу Смідинської сільської територіальної громади Волинської області. Натомість утворено Журавлинський старостинський округ при Смідинській сільській громаді. Водоймища на території, підпорядкованій даній раді: річка Мизівка. Сільській раді були підпорядковані населені пункти: - с. Журавлине |

## Склад ради
Рада складалася з 12 депутатів та голови.

### Керівний склад ради
| ПІБ                     | Основні відомості                                                                      | Дата обрання | Дата звільнення |
| ----------------------- | -------------------------------------------------------------------------------------- | ------------ | --------------- |
| Тіхтей Ольга Михайлівна | Сільський голова, 1970 року народження, освіта, Всеукраїнське об'єднання «Батьківщина» | 26.03.2006   | 31.10.2010      |
| Тіхтей Ольга Михайлівна | Сільський голова, 1970 року народження, освіта вища, позапартійна                      | 31.10.2010   |                 |

Примітка: таблиця складена за даними джерела

## Населення
Згідно з переписом УРСР 1989 року чисельність наявного населення сільської ради становила 537 осіб, з яких 239 чоловіків та 298 жінок.
За переписом населення України 2001 року в сільській раді мешкало 496 осіб.

### Мова
Розподіл населення за рідною мовою за даними перепису 2001 року:
| Мова       | Відсоток |
| ---------- | -------- |
| українська | 99,81 %  |
| білоруська | 0,19 %   |